# ホシニシキ
ホシニシキは、2001年（平成13年）に作物研究所によって育成されたイネ（稲）の品種。高アミロース米品種の一つ。旧系統名は「関東181号」。「ホシユタカ」と「黄金晴」とを交配して育成された。

## 特徴
熟期は、関東では中生の中。「日本晴」と比べて、熟期はやや早く、稈長は短く強稈のため耐倒伏性が強い。収量は、「日本晴」よりやや少ない。縞葉枯病に対する抵抗性を有する。
アミロース含有率は25%程度。粒型は長粒である。愛媛県農林水産研究所において他の高アミロース米品種と同条件で栽培し、生育、収量、玄米品質、食味およびアミロース含有率等の特性を比較した結果、愛媛県での生産に適し、食味も比較した高アミロース米のなかでは最も良好であるとされた。しかし、食味官能評価そのものは「ヒノヒカリ」と比較して有意に劣る。そのため、加工用米として、特にレトルト食品としての利用等が考えられている。